# اسکولیتی
اسکولیتی (به ایتالیایی: Scoglitti) یک منطقهٔ مسکونی در ایتالیا است که در ویتوریا (ایتالیا) واقع شده‌است. اسکولیتی ۴٬۱۷۵ نفر جمعیت دارد و ۲۰ متر بالاتر از سطح دریا واقع شده‌است.